# Ambassade d'Algérie en Éthiopie
L'ambassade d'Algérie en Éthiopie est la représentation diplomatique de l'Algérie en Éthiopie, qui se trouve à Addis-Abeba, la capitale du pays.

## Ambassadeurs d'Algérie en Éthiopie
- Rachid Benlounes : depuis 2019